# Terranóvico
| Sistema/Período | Série/Época  | Andar/Estágio | Idade (Ma)    |
| --- | ------------ | ------------- | ------------- |
| Ordoviciano | Inferior     | Tremadociano  | mais recente  |
| Cambriano | Furônguico   | Estágio 10    | 485.4-~489.5  |
| Cambriano | Furônguico   | Jiangxaniano  | ~489.5–~494.0 |
| Cambriano | Furônguico   | Paibiano      | ~494.0–~497.0 |
| Cambriano | Miaolínguico | Guzanguiano   | ~497.0–~500.5 |
| Cambriano | Miaolínguico | Drumiano      | ~500.5-~504.5 |
| Cambriano | Miaolínguico | Estágio 5     | ~504.5–~509.0 |
| Cambriano | Série 2      | Estágio 4     | ~509.0–~514.0 |
| Cambriano | Série 2      | Estágio 3     | ~514.0–~521.0 |
| Cambriano | Terranóvico  | Estágio 2     | ~521.0–~529.0 |
| Cambriano | Terranóvico  | Fortuniano    | ~529.0–541.0  |
| Ediacarano |              |               | mais antigo   |
| Subdivisão do Cambriano de acordo com a Tabela Cronoestratigráfica Internacional versão 2015/1 da Comissão Internacional sobre Estratigrafia. |              |               |               |

Terreneuviano é uma época geológica e série estratigráfica, sendo a primeira do período geológico e sistema estratigráfico Cambriano, também primeira da era/erathem paleozoica e de todo o éon/eonothem Fanerozoico.
Perdurou por 21 milhões de anos, de 542 m.A. até 521 m.A, dispendendo 40% de todo o período Cambriano.

## Designação
Seu nome deriva do francês moderno: Terre Neuve. Como usual, o nome foi escolhido a partir do seu GSSP, que fica presente em Terra Nova, Burin Peninsula, Fortune Head, Canadá..

## Fronteiras
Terreneuviano foi a primeira época do Cambriano, portanto a inauguração do período Cambriano, da era Paleozoica, e do éon atual, Fanerozoico, pertence ao Terreneuviano. Marcou como época inicial da explosão cambriana e da passagem do superéon Pré-Cambriano para o Cambriano.

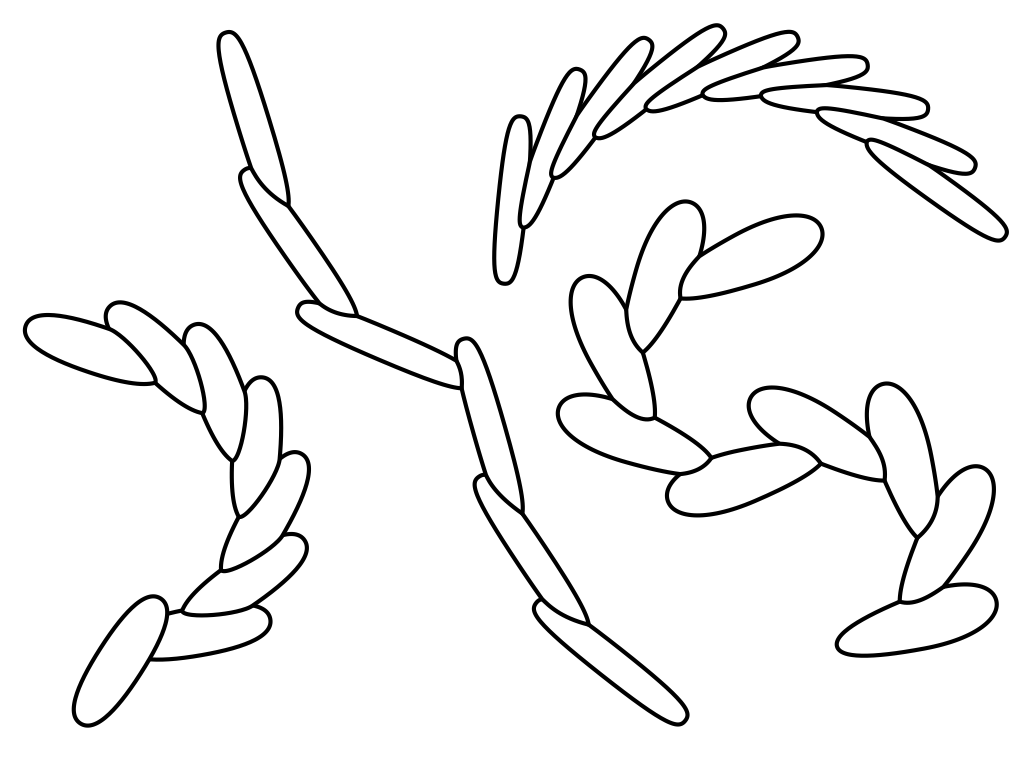
Zonas do Treptichnus pedum marcaram a passagem do Ediacarano para o Terreneuviano

Sucede o período Ediacarano da era neoproterozoica do éon Proterozoico. Precede, como época, a Cambrian Series 2, época ainda não definida pela Comissão Internacional de Estratigrafia.

## Idades
Possui duas idades:
1. Fortuniano (542 m.A. ~ 528 m.A.)
2. Cambrian stage 2* (528 m.A. ~ 521 m.A.)

*: Idade/estágio ainda sem nome definido pela ICS.
A época terreneuviana começa com a idade Fortuniana, que são marcadas pelas zonas de Treptichnus pedum. O fim da zona de T. pedum no GSSP do terreneuviano marca o fim do Fortuniano e o inicio da Cambrian stage 2.

## Características
A passagem do Pré-Cambriano para a época terreneuviana e sua primeira idade fortuniana é marcada tanto bioestratigraficamente quanto geoquimicamente, por dois fatores: Zonas de T. Pedum, e quedas bruscas nos níveis de Carbono 13.
Substituiu as épocas arcaicas regionais do Placentiano e Cordubiano, uniformizando a datação.
A fauna terreneuviana aparece com a extinção da biota ediacarana. É notável o aparecimento de metazoas esqueletalizados. As mais velhas SSFs e ichnofosséis datam dessa época.
Tem cerca de 550 espécimes coletados.